# Ocimum fruticosum
Ocimum fruticosum là một loài thực vật có hoa trong họ Hoa môi. Loài này được (Ryding) A.J.Paton mô tả khoa học đầu tiên năm 1999.